# Irma Sèthe
Irma Sèthe (Bruselas, 27 de abril de 1876 — Nueva York, 12 de mayo de 1958, fue una violinista y pedagogista belga.

## Biografía
Nacida en Bruselas en 1876 de Gérard Sèthe y Louise Frédérique Seyberth , tenía dos hermanas mayores y un hermano menor.
Desde temprana edad fue introducida en el mundo musical por su madre y ya los cinco años comenzó su aprendizaje con Ottomar Jokisch. Durante el verano de 1885 continuó sus clases de violín con el violinista alemán August Wilhelmj.
En 1890 fue admitida en el Real Conservatorio de Bruselas. Aunque el registro de estudiantes registra que dejó el Conservatorio en septiembre de 1891, parece que permaneció más tiempo en el mismo establecimiento, ayudando a algunos estudiantes en su aprendizaje hasta 1894. Este mismo año marca la partida de Eugène Ysaÿe en su primera gira americana. pero también el final de su relación sentimental con Irma.
A partir de 1898 se instaló en Berlín con su marido, el filósofo Samuel Saenger, y tocó con la Orquesta Filarmónica de Berlín. El mismo año dio a luz a su primera hija, Elisabeth; la segunda Maddalena nació en 1907.
Irma Sèthe dejó de actuar en público al comienzo de la Primera Guerra Mundial. Después de la guerra se mudó brevemente a Praga con su esposo. En 1922 regresaron a Berlín, donde permanecieron hasta la Segunda Guerra Mundial. En 1939 huyeron de Europa hacia Estados Unidos, embarcando en Lisboa para llegar a Nueva York el 26 de marzo de 1941, donde se unieron a su hija menor Maddalena.
Tras la muerte de su marido en 1944, Irma Sèthe sufre una depresión y se hunde poco a poco en la locura. Acogida por su hija mayor Elisabeth en Nueva York, murió en 1958 a la edad de 82 años, dejando entre sus efectos personales el medio violín que usaba de niña, que ingresó a la colección de la Biblioteca Real de Bélgica en junio de 2022.